# Estado de Patiala
Patiala era un estado principesco autónomo del Imperio de la India, y uno de los estados de Phulkian, que accedió a la Unión de la India tras la independencia y la partición de la India. El Reino/Estado de Patiala fue fundado por Sidhu Jat Sijs.
Las primeras propuestas de una nación sikh de 'Sikhistan' dirigida por el maharajá de Patiala fueron publicadas por el Dr. VS Bhatti en 1940 para un "Khalistan dirigido por el maharajá de Patiala con la ayuda de un gabinete formado por unidades federadas representativas". Estos consistirían en los distritos centrales de la provincia de Punjab entonces administrados directamente por los británicos, incluidos Ludhiana, Jalandhar, Ambala, Ferozpur, Amritsar y Lahore; los "estados principescos" de Cis-Sutlej, incluidos Patiala, Nabha, Faridkot y Malerkolta; y el 'Grupo Shimla' de estados. Después de la partición de la India en 1947, The Liberator, una publicación sij, abogó por que Khalistan, que incluiría Punyab Oriental, se fusionara con PEPSU dirigido por el maharajá de Patiala como su monarca.

## Etimología
El nombre del estado proviene del nombre de su ciudad principal y capital, Patiala, que a su vez proviene de las raíces patti y ala . La palabra patti significa "franja de tierra" en punjabi, y 'ala ' proviene del nombre del fundador de la ciudad y del estado de Patiala, Ala Singh, por lo que significa 'la tierra de Ala Singh'.

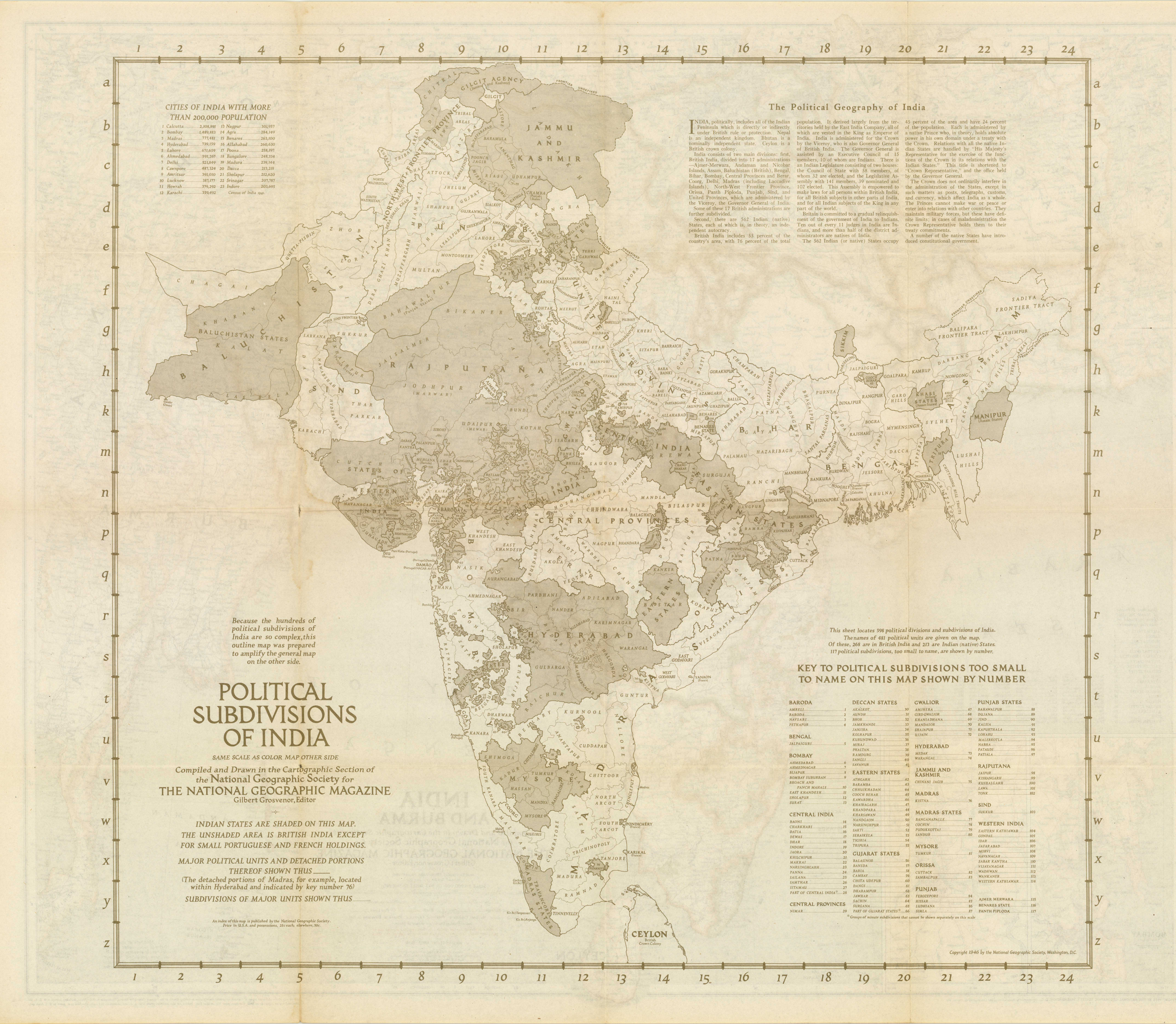
Mapa de la India de 1946 que muestra los distintos estados; Patiala se encuentra en el centro del este de Punjab.

### Gobernantes
Los gobernantes de Patiala llevaron el título de "Maharajá-e Rajgan" desde 1810 en adelante.

#### Maharajás
- 29 de marzo de 1761-22 de agosto de 1765: Ala Singh (n. 1691 – m. 1765)
- 22 de agosto de 1765-1767: Amar Singh (n. 1748 – m. 1781)

#### Raja-e Rajgan
- 1767-5 de febrero de 1781: Amar Singh (sa)
- Febrero de 1781-1810: Sahib Singh (n. 1774 – m. 1813)

#### Maharajá-e Rajgan
- 1810-26 de marzo de 1813: Sahib Singh (sa)
- 26 de marzo de 1813 - 23 de diciembre de 1845: Karam Singh (n. 1797 - m. 1845)
  - 26 de marzo de 1813 – 1823: Maharani Aus Kaur (f) – Regente (n. 1772 – m. af. 1823)
- 23 de diciembre de 1845 - 13 de noviembre de 1862: Narendra Singh (n. 1823 - m. 1862) (desde el 25 de junio de 1861, Sir Narendra Singh)
- 13 de noviembre de 1862 - 14 de abril de 1876: Mahendra Singh (n. 1852 - m. 1876) (desde el 28 de mayo de 1870 Sir Mahendra Singh)
  - 13 de noviembre de 1862-26 de febrero de 1870: Jagdish Singh (regente, presidente del consejo de regencia)
- 14 de abril de 1876 - 9 de noviembre de 1900: Rajinder Singh (n. 1872 - m. 1900) (desde el 21 de mayo de 1898, Sir Rajendra Singh)
  - 14 de abril de 1876 - octubre de 1890: Sir Deva Singh (regente) (n. 1834 - m. 1890) (presidente del consejo de regencia)
- 9 de noviembre de 1900 - 23 de marzo de 1938: Bhupinder Singh (n. 1891 - m. 1938) (desde el 12 de diciembre de 1911 Sir Bhupindra Singh)
  - 9 de noviembre de 1900 - 3 de noviembre de 1910: Sardar Gurmukh Singh - (regente, presidente del consejo de regencia)
- 23 de marzo de 1938 - 15 de agosto de 1947: Yadavindra Singh (n. 1913 - m. 1974) (desde el 1 de enero de 1942, Sir Yadavindra Singh)

## Demografía

### Religión
| Religión        | Población | Porcentaje |
| --------------- | --------- | ---------- |
| Sijismo         | 896.021   | 46,28 %    |
| Hinduismo       | 597,488   | 30,86 %    |
| Islam           | 436,539   | 22,55 %    |
| Cristiandad     | 1.412     | 0,07 %     |
| Otros           | 4,799     | 0,25 %     |
| Población total | 1.936.259 | 100 %      |